# قسطنطين الإفريقي
قسطنطين الإفريقي (نحو 1020 - 1087 م) طبيب مستعرب مسلم سابق ولد بقرطاجة أو القيروان. اعتزل في الدير البنديكتي بمونت كاسينو لعقدين من الزمن. خرج من الإسلام وتحول إلى المسيحية على المذهب الكاثوليكي، وهرب إلى إيطاليا ومات راهبا في مدينة كاسينو.
ترجم إلى اللاتينية بعض المؤلفات العربية وخاصة الطبية، منها «كامل الصناعة» لعلي بن العباس، و«زاد المسافر» لابن الجزار، وكتباً للرازي وإسحق الإسرائيلي. كانت كتاباته تستخدم في أوربة إلى القرن السابع عشر الميلادي.

## الهجرة إلى إيطاليا
وفقًا لكارل سودوف، هاجر قسطنطين بدايةً إلى إيطاليا كتاجر في صقلية، وانتقل إلى ساليرنو، حيث كان يُدعى قسطنطين سيكولوس. نظرًا لأن قسطنطين لا يتحدث الإيطالية، تولى منصب مترجمه الشخصي طبيب من شمال إفريقيا يُدعى عباس من كوريات، من جزيرة تقع قبالة مدينة المهدية في إفريقية (تونس حاليًا). بعد معاناته من مرض، لجأ إلى شقيق الملك غوسولف، إذ أشار إلى أن عباس لم يطلب عبوة فحص البول المعتادة، وأن الطبيب الذي جاء لفحصه كان يفتقر إلى الخبرة. بعد أن طلب عبثًا رؤية أي كتب إيطالية جيدة تتحدث عن الطب، خلص إلى أن الطب في إيطاليا يقتصر على المعرفة العملية البسيطة. بفضل ثقافته العامة واسعة النطاق، اكتشف قسطنطين هدفه في الحياة.
بعد شفائه، عاد قسطنطين إلى قرطاج بإفريقية، ومارس الطب لمدة ثلاث سنوات، وجمع العديد من كتب الطب، ثم عاد إلى جنوب إيطاليا مع ممتلكاته. في طريقه إلى ساليرنو، مر بساحل لوكانيا على متن قارب، حيث تسببت عاصفة شمال خليج بوليكاسترو في إتلاف بعض المخطوطات، بما في ذلك الأجزاء الثلاثة الأولى من كتب علي بن عباس الأهوازي التي ضاعت. عند وصوله إلى ساليرنو ومعه ما تبقى من الكتب، اعتنق قسطنطين المسيحية، ثم انتقل إلى مدينة كاسينو حيث عمل مترجمًا. تنتهي قصة سودوف بهذا الحدث.
هذه هي الأجزاء المستعارة والمترجمة حرفيًا من دراسة كارل سودوف، وهو عالم كان لديه معرفة شاملة بالتاريخ واشتهر ببحوثه الموثوقة. رغم كونه تاجرًا، كان متعلمًا، وهذا ليس مفاجئًا لكون التعليم في مسجد الزيتونة الكبير في تونس وفي بيوت العلماء كان متاحًا للجميع. كانت التجارة بين شمال إفريقيا وإيطاليا مزدهرة، ولم تتوقف في الأوقات الصعبة. كان لشمال إفريقيا مكاتب في مناطق مسيحية مختلفة من صقلية وجنوب إيطاليا نفسها، بما في ذلك باري وتارانتو وأغريبوليس وغاغليون.
صدّرت شمال أفريقيا زيت الزيتون والشمع والجلود والصوف ومشتقاته والقمح المستورد في سنوات المجاعة، ولم يمنع الإسلام التجارة مع الدول المسيحية.

## روابط خارجية
- قسطنطين الإفريقي على موقع الموسوعة البريطانية (الإنجليزية)